# 朱承谟
朱承谟（1930年3月—2020年4月17日），男，江苏江阴人，中国核医学家，上海交通大学医学院附属瑞金医院教授。主要从事肿瘤放射免疫分析、核心脏病学和放射免疫显像等研究工作。

## 生平
1954年毕业于上海第二医学院医疗系，历任上海第二医学院（1985年更名为上海第二医科大学）教授、核医学教研室主任、附属瑞金医院核医学科主任等职。兼任中华医学会核医学分会副主任委员（1984年－1989年）、上海市医学会核医学专科分会副主任委员（1986年－1989年）、《中华核医学杂志》副总编、卫生部核医学专家咨询委员会成员、卫生部和上海市药品评审委员会委员。2013年8月在第二届中国核医学医师年会上获颁“中国核医学终身成就奖”。2020年4月17日19时46分在上海瑞金医院逝世。4月20日上午，上海市人大常委会副主任蔡威受全国人大常委会副委员长陈竺的委托，上门看望慰问朱承谟教授家属，表示沉痛哀悼。

## 科学贡献
1972年在国内较先开展甲胎蛋白的放射免疫分析，获1978年全国科学大会成果奖。1984年在开展癌胚抗原放射免疫研究中，成功地进行抗原提取和临床应用，为消化道肿瘤的诊断提供了重要手段。

## 出版物
- 朱承谟 (编). . 上海: 上海科技教育出版社. 2001. ISBN 9787542825728.